# Svetlana Rojkova
Svetlana Rojkova (en rus: Светлана Рожкова) va ser una ciclista soviètica. Va guanyar una medalla de plata al Campionat del món en Contrarellotge per equips el 1988, formant equip amb Alla Iàkovleva, Nadejda Kibardinà i Laima Zilporytė.